# Brad Werenka
Brad Werenka (né le 12 février 1969 à Two Hills, dans la province de l'Alberta au Canada) est un joueur professionnel canadien de hockey sur glace.

## Carrière de joueur
Il fut nommé dans plusieurs équipes d'étoiles lors de sa carrière universitaires avant de passer chez les professionnels. Il débuta dans l'organisation des Oilers d'Edmonton au début des années 90. Il passa rapidement aux Nordiques de Québec sans toutefois rester longtemps dans la Vieille Capitale.
Il ira jouer plus tard avec les Blackhawks de Chicago et les Penguins de Pittsburgh. Malgré de nombreuses blessures, il joua plusieurs saisons avant d'être forcer à prendre sa retraite au cours de la saison 2000-2001 alors qu'il évoluait avec les Flames de Calgary.

## Statistiques de carrière

### En club
| Saison    | Équipe                        | Ligue  |     | Saison régulière | Saison régulière | Saison régulière | Saison régulière | Saison régulière |   | Séries éliminatoires | Séries éliminatoires | Séries éliminatoires | Séries éliminatoires | Séries éliminatoires |
| Saison    | Équipe                        | Ligue  | PJ  | B                | A                | Pts              | Pun              | PJ               | B | A                    | Pts                  | Pun                  |                      |                      |
| 1983-1984 | Crusaders de Sherwood Park    | AMHL   | 32  | 9                | 27               | 36               | 40               | -                | - | -                    | -                    | -                    |                      |                      |
| 1984-1985 | Traders de Fort Saskatchewan  | AJHL   | 32  | 35               | 28               | 63               | 51               | -                | - | -                    | -                    | -                    |                      |                      |
| 1985-1986 | Traders de Fort Saskatchewan  | AJHL   | 29  | 12               | 23               | 35               | 24               | -                | - | -                    | -                    | -                    |                      |                      |
| 1986-1987 | Wildcats de Northern Michigan | NCAA   | 30  | 4                | 4                | 8                | 35               | -                | - | -                    | -                    | -                    |                      |                      |
| 1987-1988 | Wildcats de Northern Michigan | NCAA   | 34  | 7                | 23               | 30               | 26               | -                | - | -                    | -                    | -                    |                      |                      |
| 1988-1989 | Wildcats de Northern Michigan | NCAA   | 28  | 7                | 13               | 20               | 16               | -                | - | -                    | -                    | -                    |                      |                      |
| 1989-1990 | Wildcats de Northern Michigan | NCAA   | 8   | 2                | 5                | 7                | 8                | -                | - | -                    | -                    | -                    |                      |                      |
| 1990-1991 | Wildcats de Northern Michigan | NCAA   | 47  | 20               | 43               | 63               | 36               | -                | - | -                    | -                    | -                    |                      |                      |
| 1991-1992 | Oilers du Cap-Breton          | LAH    | 66  | 6                | 21               | 27               | 80               | 5                | 0 | 3                    | 3                    | 6                    |                      |                      |
| 1992-1993 | équipe nationale canadienne   | Intl.  | 18  | 3                | 7                | 10               | 10               | -                | - | -                    | -                    | -                    |                      |                      |
| 1992-1993 | Oilers du Cap-Breton          | LAH    | 4   | 1                | 1                | 2                | 4                | 16               | 4 | 17                   | 21                   | 12                   |                      |                      |
| 1992-1993 | Oilers d'Edmonton             | LNH    | 27  | 5                | 3                | 8                | 24               | -                | - | -                    | -                    | -                    |                      |                      |
| 1993-1994 | équipe nationale canadienne   | Intl.  | 8   | 2                | 2                | 4                | 8                | -                | - | -                    | -                    | -                    |                      |                      |
| 1993-1994 | Oilers du Cap-Breton          | LAH    | 25  | 6                | 17               | 23               | 19               | -                | - | -                    | -                    | -                    |                      |                      |
| 1993-1994 | Aces de Cornwall              | LAH    | -   | -                | -                | -                | -                | 12               | 2 | 10                   | 12                   | 22                   |                      |                      |
| 1993-1994 | Oilers d'Edmonton             | LNH    | 15  | 0                | 4                | 4                | 14               | -                | - | -                    | -                    | -                    |                      |                      |
| 1993-1994 | Nordiques de Québec           | LNH    | 11  | 0                | 7                | 7                | 8                | -                | - | -                    | -                    | -                    |                      |                      |
| 1994-1995 | Admirals de Milwaukee         | LIH    | 80  | 8                | 45               | 53               | 161              | 15               | 3 | 10                   | 13                   | 36                   |                      |                      |
| 1995-1996 | Ice d'Indianapolis            | LIH    | 73  | 15               | 42               | 57               | 85               | 5                | 1 | 3                    | 4                    | 8                    |                      |                      |
| 1995-1996 | Blackhawks de Chicago         | LNH    | 9   | 0                | 0                | 0                | 8                | -                | - | -                    | -                    | -                    |                      |                      |
| 1996-1997 | Ice d'Indianapolis            | LIH    | 82  | 20               | 56               | 76               | 83               | 4                | 1 | 4                    | 5                    | 6                    |                      |                      |
| 1997-1998 | Penguins de Pittsburgh        | LNH    | 71  | 3                | 15               | 18               | 46               | 6                | 1 | 0                    | 1                    | 8                    |                      |                      |
| 1998-1999 | Penguins de Pittsburgh        | LNH    | 81  | 6                | 18               | 24               | 93               | 13               | 1 | 1                    | 2                    | 6                    |                      |                      |
| 1999-2000 | Penguins de Pittsburgh        | LNH    | 61  | 3                | 8                | 11               | 69               | -                | - | -                    | -                    | -                    |                      |                      |
| 1999-2000 | Flames de Calgary             | LNH    | 12  | 1                | 1                | 2                | 21               | -                | - | -                    | -                    | -                    |                      |                      |
| 2000-2001 | Flames de Calgary             | LNH    | 33  | 1                | 4                | 5                | 16               | -                | - | -                    | -                    | -                    |                      |                      |
| Totaux    | Totaux                        | Totaux | 320 | 19               | 60               | 79               | 299              | 19               | 2 | 1                    | 3                    | 14                   |                      |                      |

### En équipe nationale
| Année | Équipe | Compétition     |   | PJ | B | A | Pts | Pun               |  | Résultats |
| 1994  | Canada | Jeux olympiques | 8 | 2  | 2 | 4 | 8   | Médaille d'argent |  |           |

## Trophées et honneurs personnels
- Wildcats de Northern Michigan
  - Intronisé au temple de la renommée du sport de l'université de Northern Michigan en 2002.
- Western Collegiate Hockey Association
  - 1991 : nommé dans la 1re équipe d'étoiles
- National Collegiate Athletic Association
  - 1991 : nommé dans la 1re équipe d'étoiles américaine de l'ouest
  - 1991 : nommé dans l'équipe d'étoiles du tournoi éliminatoire
- Ligue internationale de hockey
  - 1997 : nommé dans la 1re équipe d'étoiles
  - 1997 : remporta le trophée Larry-D.-Gordon

## Transactions en carrière
- 21 mars 1995 : échangé aux Nordiques de Québec par les Oilers d'Edmonton en retour de Steve Passmore.
- 20 juillet 1995 : signe un contrat comme agent libre avec les Blackhawks de Chicago.
- 31 juillet 1997 : signe un contrat comme agent libre avec les Penguins de Pittsburgh.
- 14 mars 2000 : échangé aux Flames de Calgary par les Penguins de Pittsburgh en retour de René Corbet et de Tyler Moss.